# 日枝神社 (高山市)
日枝神社 （ひえじんじゃ）是日本岐阜县高山市的神社。别名飛驒山王宮日枝神社。春季例行祭祀（山王祭）与秋季的樱山八幡宫例行祭祀合称为高山祭而为人所知。
它是高山市的高山城下町南半部分（宮川以南）的氏神。
祭神是大山咋神。